# Arondismentul La Roche-sur-Yon
Arondismentul La Roche-sur-Yon (în franceză Arrondissement de La Roche-sur-Yon) este un arondisment din departamentul Vendée, regiunea Pays de la Loire, Franța.

## Subdiviziuni

### Cantoane
- Cantonul Chantonnay
- Cantonul Les Essarts
- Cantonul Les Herbiers
- Cantonul Mareuil-sur-Lay-Dissais
- Cantonul Montaigu
- Cantonul Mortagne-sur-Sèvre
- Cantonul Le Poiré-sur-Vie
- Cantonul Rocheservière
- Cantonul La Roche-sur-Yon-Nord
- Cantonul La Roche-sur-Yon-Sud
- Cantonul Saint-Fulgent

### Comune
| 1. Aizenay (85003)                   | 2. Aubigny (85008)                    | 3. Bazoges-en-Paillers (85013)       | 4. Beaufou (85015)                    |
| 5. Beaurepaire (85017)               | 6. Belleville-sur-Vie (85019)         | 7. La Bernardière (85021)            | 8. Bessay (85023)                     |
| 9. La Boissière-de-Montaigu (85025)  | 10. Boufféré (85027)                  | 11. Boulogne (85030)                 | 12. Bournezeau (85034)                |
| 13. La Bretonnière-la-Claye (85036)  | 14. Les Brouzils (85038)              | 15. La Bruffière (85039)             | 16. Chaillé-sous-les-Ormeaux (85043)  |
| 17. La Chaize-le-Vicomte (85046)     | 18. Chambretaud (85048)               | 19. Chantonnay (85051)               | 20. Chauché (85064)                   |
| 21. Chavagnes-en-Paillers (85065)    | 22. Château-Guibert (85061)           | 23. Les Clouzeaux (85069)            | 24. La Copechagnière (85072)          |
| 25. Corpe (85073)                    | 26. La Couture (85074)                | 27. Cugand (85076)                   | 28. Dompierre-sur-Yon (85081)         |
| 29. Les Epesses (85082)              | 30. Les Essarts (85084)               | 31. La Ferrière (85089)              | 32. Fougeré (85093)                   |
| 33. La Gaubretière (85097)           | 34. La Guyonnière (85107)             | 35. La Génétouze (85098)             | 36. L'Herbergement (85108)            |
| 37. Les Herbiers (85109)             | 38. Les Landes-Genusson (85119)       | 39. Les Lucs-sur-Boulogne (85129)    | 40. Mallièvre (85134)                 |
| 41. Mareuil-sur-Lay-Dissais (85135)  | 42. La Merlatière (85142)             | 43. Mesnard-la-Barotière (85144)     | 44. Montaigu (85146)                  |
| 45. Mormaison (85150)                | 46. Mortagne-sur-Sèvre (85151)        | 47. Mouchamps (85153)                | 48. Mouilleron-le-Captif (85155)      |
| 49. Moutiers-sur-le-Lay (85157)      | 50. Nesmy (85160)                     | 51. L'Oie (85165)                    | 52. Les Pineaux (85175)               |
| 53. Le Poiré-sur-Vie (85178)         | 54. Péault (85171)                    | 55. La Rabatelière (85186)           | 56. La Roche-sur-Yon (85191)          |
| 57. Rocheservière (85190)            | 58. Rochetrejoux (85192)              | 59. Rosnay (85193)                   | 60. Saint-André-Goule-d'Oie (85196)   |
| 61. Saint-André-Treize-Voies (85197) | 62. Saint-Aubin-des-Ormeaux (85198)   | 63. Saint-Denis-la-Chevasse (85208)  | 64. Saint-Florent-des-Bois (85213)    |
| 65. Saint-Fulgent (85215)            | 66. Saint-Georges-de-Montaigu (85217) | 67. Saint-Germain-de-Prinçay (85220) | 68. Saint-Hilaire-de-Loulay (85224)   |
| 69. Saint-Hilaire-le-Vouhis (85232)  | 70. Saint-Laurent-sur-Sèvre (85238)   | 71. Saint-Malô-du-Bois (85240)       | 72. Saint-Mars-la-Réorthe (85242)     |
| 73. Saint-Martin-des-Noyers (85246)  | 74. Saint-Martin-des-Tilleuls (85247) | 75. Saint-Paul-en-Pareds (85259)     | 76. Saint-Philbert-de-Bouaine (85262) |
| 77. Saint-Prouant (85266)            | 78. Saint-Sulpice-le-Verdon (85272)   | 79. Saint-Vincent-Sterlanges (85276) | 80. Sainte-Cécile (85202)             |
| 81. Sainte-Florence (85212)          | 82. Sainte-Pexine (85261)             | 83. Saligny (85279)                  | 84. Sigournais (85282)                |
| 85. Le Tablier (85285)               | 86. Thorigny (85291)                  | 87. Tiffauges (85293)                | 88. Treize-Septiers (85295)           |
| 89. Treize-Vents (85296)             | 90. Venansault (85300)                | 91. Vendrennes (85301)               | 92. La Verrie (85302)                 |